# キャンプ・カー駅
キャンプ・カー駅（キャンプ・カーえき）は、奈良県奈良市佐紀町にあった近畿日本鉄道奈良線の駅（廃駅）である。平城宮跡朱雀門付近にあった臨時駅で、太平洋戦争後、進駐軍キャンプが近くに置かれ、軍関係者の利用目的で設置されていた。

## 歴史
- 1947年（昭和22年）3月27日：開業[1]。
- 1951年（昭和26年）7月1日：廃止[1]。

## 駅周辺
- 平城宮跡歴史公園
- 奈良文化財研究所平城宮跡資料館
- 亀の井ホテル奈良（旧・かんぽの宿奈良）
- 奈良警察署佐紀駐在所
- 奈良県道1号奈良生駒線
- 奈良県道・京都府道52号奈良精華線
- 奈良県道104号谷田奈良線
- 近畿日本鉄道（近鉄）
  - 大和西大寺駅
  - 西大寺検車区
- 奈良交通「二条町二丁目」、「二条町三丁目」停留所
- 御前池
- 佐紀池[2]
- 秋篠川

北へ少し離れた所にある御前池（）と佐紀池（）は、2019年4月21日にテレビ朝日系列で放送した『ナニコレ珍百景』で「コントのような2つの池」という題で放送している。

## 現状
駅跡付近は平城宮跡歴史公園として整備されたため、駅の形跡はない。

## 隣の駅
近畿日本鉄道
奈良線（奈良市内旧地上線） 
大和西大寺駅 - キャンプ・カー駅 - 油阪駅